# Manuel Bobadilla
Manuel Bobadilla (* 16. März 1970 in Havanna) ist ein ehemaliger kubanischer Fußballspieler.
Manuel Bobadilla zählt zu den bedeutendsten kubanischen Fußballern aller Zeiten. Er wurde 1994, 1998 und 2000 zu Kubas „Fußballer des Jahres“ gewählt und erhielt wegen seiner überragenden Spielmacherqualitäten den Spitznamen „El Diez“ - Die Zehn. Seinen Klub CF Ciudad de La Habana führte er 1994, 1998 und 2001 zum Titel.
Im kubanischen Nationalteam war Manuel Bobadilla für ein Jahrzehnt eine feste Größe und bestritt fast 80 Partien, in denen er zwölfmal traf. Mehrfach wurde er Vizemeister mit Kuba beim Caribbean Cup und war Kapitän beim Gold Cup Auftritt 1998.